# シャク (植物)
シャク（杓、学名: Anthriscus sylvestris subsp. sylvestris または Anthriscus sylvestris）は、セリ科シャク属の多年草。別名、コジャク、コシャク、ワイルドチャービル、地方名でヤマニンジン、ノニンジンともよばれる。中国植物名は峨参（がさん）。若い苗は山菜として、根も食用や薬用に利用されている。

## 分布と生育環境
日本では北海道、本州、四国、九州に分布し、世界ではカムチャツカからヨーロッパ東部までのユーラシアの中北部に広く分布する。平地や山野の草原でも見られるが、多くは山地の谷間や林の中など少し湿った場所に群生する。山地の日陰に生える。

## 特徴
多年生草本。全草にセリ科特有の香りがあり、毛がなくやわらかで緑色であるが、早春のころは紫色を帯びる。根は多肉質で太く、地中に深く伸びる。茎は直立し、上部で分枝して、高さは100センチメートル (cm) 内外になる。茎の中は中空である。葉は、ニンジンの葉のような姿で、羽状に細かく裂けている。根出葉は2回3出羽状複葉で、長い葉柄を持ち、葉裏の葉脈上にまばらな毛がある。茎の上部の葉は互生し、葉柄は鞘状になって茎を抱き、葉は小さい。2回3出羽状複葉の小葉は細かく裂ける。
花期は春から初夏（5 - 6月ごろ）。茎頂か、分枝した枝の先端に複散形花序をつくり、白い小花を傘状に多数つける。花は5弁花で、花弁は白色、花序の周辺花の外側の1花弁が大きい。萼歯片はない。複散形花序の下にある総苞片は無く、小花序の下にある小総苞片は数個あり、卵形から披針形で下を向く。果期は夏の終わりごろで、果実は円柱形で細長く、先端がとがり、無毛で黒色に熟す。分果の隆条は発達せず、油管もない。
- 花茎の立つ前の葉
- 披針形の小総苞片は下を向く
- 2分果に分かれる果実

## 利用
花が展開する前の若芽、茎、葉は山菜として食用にされる。採取時期は暖地が4月、寒冷地は5月ごろが適期とされ、茎が立たないうち若苗の根元から切り取って採取する。やや大きく生育したものは、手で折り取れるところから採取する。また、根は、ヤマニンジンと称して食用にされる。若芽は特有の歯触りと香味があり、風味を失わない程度にさっと茹でてから冷水にさらし、そのままマヨネーズにつけて食べたり、おひたし、ごま・からし・酢味噌などの和え物、煮付け、卵とじ、油炒めにする。生のまま天ぷら、汁の実にもする。塩漬けや、一度茹でてから干して保存すれば、煮物や炒め物にして再利用できる。
薬用植物としても知られ、根は峨参（がさん）と称する生薬になり、食欲不振、夜間尿、咳に薬効があるとされる。蛾参は、春または秋に根を掘り取って水で洗い、天日乾燥して調製したものである。民間療法では、1日量5グラム (g) を600 ccの水で30分ほど煎じて、3回に分けて服用する用法が知られ、疲れやすくて食欲がなく、手足に力が入らないような人によいといわれるほか、弱い咳のある人、老人の夜間尿によいともいわれている。ただし、身体がほてる、のぼせ性のある人は服用禁忌とされる。

## 下位分類
- オニジャク Anthriscus sylvestris (L.) Hoffm. subsp. nemorosa (M.Bieb.) Koso-Pol. -果実に上向きの短い刺毛をつける変種。

## よく似ている有毒植物

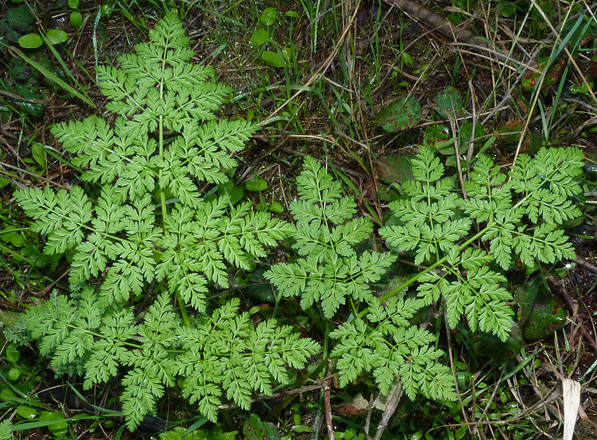
ドクニンジンの葉

シャクは有用植物であるが、毒を持つ他の植物との区別は容易ではない。ムラサキケマンと葉や茎の形が極めて似ていることに加え、生育場所も重複することが多い。実際、シャクの隣にムラサキケマンが生育していることもよく観察することができる。そのため、見た目だけでシャクだと判断し採取するのは危険を伴う。特に花の咲かない若葉の頃に、両者を外見だけで見分けるのは困難である。
両者の違いは以下の通りである。まず、ムラサキケマンにはシャクのような、セリに似た特有の爽やかな香りが無い。よって、匂いで判別するのが最も確実であろう。ムラサキケマンには「悪臭がある」と図鑑などで書かれていることがあるが、実際には無臭の場合も多く、香りの無い場合は食べないほうが良い。また、葉の形も一見よく似ているが、よく見ると違いがある。シャクは先端が尖っているのに対し、ムラサキケマンは先端がやや丸みを帯びていて、葉にうっすらと小さな白い斑点がある。花の形は全く異なるので花の咲く時期になれば容易に判別できる。その時期になれば、シャクは畑など好条件では胸の高さくらいまで成長する一方、ムラサキケマンはそれほど大きく成長しないようである。
ヨーロッパ原産で北海道などで帰化している猛毒のドクニンジンとも間違えやすい。羽状に裂けた葉をつけ、中空な茎を持ち、無毛であるところが良く似ているが、茎に暗紫色の斑点があり、傷をつけると不快なにおいがあるのが特徴で、シャクのようなセリ科特有の爽やかな香りがない。